# Tampouï
Pour les articles homonymes, voir Tampouy.
Tampouï ou Tampouy est une localité du département de Rollo, dans la province de Bam, dans le Centre-nord, au Burkina Faso. En 2006, cette localité comptait 1 073 habitants dont 54,9% de femmes.